# Tarciat
Tarciat era una comuna francesa, que estaba situada en el departamento de Jura, de la región de Borgoña-Franco Condado. 

## Historia
En 1821 fue suprimida al fusionarse con la comuna de Val-d'Épy,
Actualmente el barrio que lo conforma se denomina Tarcia.

## Demografía
| Gráfica de evolución demográfica de Tarciat entre 1800 y 1820 |
|                                                               |

Los datos demográficos contemplados en este gráfico de la comuna de Tarciat, se han cogido de la página francesa EHESS/Cassini.